# Clan Cameron
Pour les articles homonymes, voir Cameron.
Le clan Cameron est un clan écossais des Highlands. Les terres du clan couvrent les environs du Lochaber et notamment le Ben Nevis. Le chef du clan est souvent nommé simplement "Lochiel" au lieu de la titulature complète. 
Le clan Cameron doit sa renommée notamment pour son rôle dans les Guerres des Trois Royaumes (1638-1651), dans les rébellions jacobites de 1715 et 1745, et par son régiment, les Cameron Highlanders (1793-1961).

## Histoire

### Origines du clan
Les origines du clan Cameron sont incertaines et il existe plusieurs théories. Donald Dubh qui est considéré comme le 6e chef du clan selon la généalogie bardique, mais il est au regard de l’histoire, le premier véritable chef du clan Cameron, il est connu pour sa participation en 1411 à la bataille de Harlaw aux côtés du Seigneur des Îles.
Quant aux origines de la famille de Donald Dubh Cameron, celles-ci restent incertaines. Un manuscrit du clan nous dit que les Cameron seraient les descendants d’un fils de la famille royale du Danemark, qui aurait assisté à la restauration du roi Fergus II sur le trône en 404 (roi des Scots de Dal Riada). Ce fils aurait été surnommé «cameron» («cam-shròn» en gaélique), signifiant «nez crochu»,.Le nom Cameron pourrait également provenir d’un lieu dans le Fife nommé « Cam Brun » signifiant « colline tortueuse ». Cependant, deux des origines les plus probables sont que Donald Dubh descendrait des MacGillonie ou de la famille d'origine anglo-normande les Cameron of Ballegarno du Perthshire. 
Selon John Mair, le Clan Cameron et le clan Chattan partageaient une origine commune et suivaient un même chef, mais cette idée ne possède aucune source fiable. Allen MacOrchtry, est souvent cité comme le chef des Cameron sous le règne du roi Robert II et, selon les mêmes sources, les Cameron et les Chattan étaient deux tribus rivales et hostiles l’une à l’autre,. 

Quoi qu’il en soit, Donald Dubh devait être un personnage important et influent, car il réussit, par le biais d'un mariage, à prendre la tête du clan Maelanfaid (Mael-anfhaidh en Gaélique, ce qui se traduit selon Moncreiffe par "l'enfant de celui qui est dévoué à la tempête"). Ce clan était composé de trois branches : les MacMartin de Letterfinlay, les MacGillonie (MacGhille-anfhaidh, MacAloney) et les MacSorley de Glennevis (Silochd Shoirle Ruaidh). Il se maria l'héritière des MacMartin de Letterfinlay, la fille du chef du clan Maelanfaid, assurant ainsi sa position. Donald Dubh qui devint le chef du clan Maelanfaid absorba ce dernier dans le clan Cameron, prenant ainsi le surnom "MacGillonay" de leur commandant comme une appellation générique. Depuis, en héritage, tous les chefs suivants tiennent le patronyme gaélique de MacDhomhnuill Duibh en référence au premier chef reconnu,.Le clan fut pour la première fois officiellement reconnu sous le nom de Cameron dans une charte datant de 1472,.

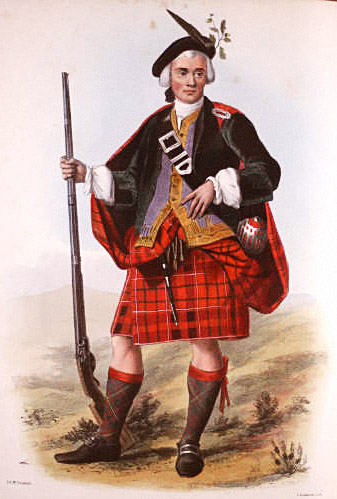
"Cameron of Lochiel". Illustration de R. R. McIan, extraite du livre de James Logan's The Clans of the Scottish Highlands, 1845.

### Les guerres d’indépendance Écossaise
Durant les guerres d’indépendance de l'Écosse, le clan Cameron combattit pour le roi Robert de Bruce. Le clan fut mené à la bataille de Bannockburn (1314) par leur chef John Cameron (6e chef) et plus tard à la bataille de Halidon Hill (1333) par le fils de ce dernier John Cameron (7e chef).

### XIVesiècleet guerres de clans
C'est à l'époque d'Alan Macdonald Dubh Cameron (12e chef du clan Cameron) que la guerre commença avec le clan Mackintosh et le clan Chattan. Cette guerre épisodique dura environ 300 ans. La première bataille entre ses clans est celle de Drumlui (1337) car le clan Mackintosh et le clan Cameron se disputait les mêmes terre de Glenlui et celle autour du Loch Arkaig. Cette bataille fut suivie de celle d'Invernahoven en 1370, qui fut dispusté non seulement contre le clan Mackintosh mais aussi contre le clan Chattan,. La bataille de North Inch de 1396 était un "procès par combat", opposa trente guerriers de chaque clan,.

### XVesiècleet guerres de clans
En 1411 le Clan Cameron à la Bataille de Harlaw près d'Inverurie dans l'Aberdeenshire au côté de Domhnall d'Islay, Seigneur des Iles, chef du clan Donald qui clamait le titre de comte de Ross. Leur ennemi était Robert Stuart, Duc d'Albany,. Les Cameron prirent aussi part à la Bataille de Lochaber en 1429, qui opposa les forces d'Alexander d'Islay, comte de Ross, 3e Lord des Iles et l'armée royale de Jacques Ier,. Peu après cette bataille les Cameron entrèrent à nouveau en conflit avec les Mackintosh et le clan Chattan, conflit qui culmina à la bataille de Palm Sunday en 1429,.
En 1431 le clan Cameron participa à la Bataille d'Inverlochy contre le clan Donald car leur chef, Alexander d'Islay, comte de Ross avait été fait prisonnier par le roi. Les MacDonald furent donc conduit par le neveu d'Alexander, Donald Balloch MacDonald, qui vainquit l'armée royaliste conduite par le comte de Mar,.En 1439 le clan Cameron combattit le clan Maclean à la Bataille de Corpach,.
En 1441 un nouveau conflit avec les Mackintosh éclata, celui-ci se conclut par la Bataille de Craig Cailloc,. En 1472 Alan MacDonald Dubh, 12e Chef du clan Cameron fut nommé connétable de Strome Castle par le clan MacDonald de Lochalsh. Il fut tué plus tard dans une bataille l'opposant aux Mackintosh et aux MacDonald de Keppoch en 1480. En 1491 le clan Cameron prit par au raid sur Ross,.

### XVIesiècleet guerres de clans
En 1505, durant la rébellion de Dubh, la bataille d'Achnashellach opposa les Cameron au clan Munro et au clan Mackay,. Durant les guerres Anglo-Écossaises le chef du clan Cameron, Ewen Cameron, et une partie de ses hommes survécurent à la bataille de Flodden (1513),.
En 1544, une querelle débuta pour la place de chef du clan MacDonald de clan Ranald qui se solda par la bataille des Chemises où les Cameron envoyèrent des archers pour aider les MacDonald à battre le clan Fraser de Lovat qui fut en effet vaincu. La légende raconte que seuls cinq Fraser et huit MacDonald survécurent au massacre. Les Cameron menèrent plusieurs raids fructueux sur les terres du clan Grant et du clan Fraser, qui étaient tous deux incroyablement riches. Au vu de son rôle dans le conflit, Ewen Cameron tomba en disgrâce auprès du comte de Huntly, chef du clan Gordon et Lieutenant du Nord. Ewen Cameron fut exécuté pour ses méfaits à Elgin en 1547,.
La bataille de Bun Garbhain (1570) eut lieu après que Donald Dubh Cameron (15e chef du clan) mourut en ne laissant qu'un enfant pour héritier, Allan. Durant cette bataille le chef des MacKintosh fut tué par Donald 'Taillear Dubh na Tuaighe' Cameron, (fils du 14e chef du clan Cameron),.
En 1594 Allen Cameron (16e chef du clan Cameron) mena le clan à la bataille de Glenlivet afin de soutenir George Gordon, 1er Marquis de Huntly, chef du clan Gordon qui défit les forces d'Archibald Campbell, 7e comte d"Argyll, chef du clan Campbell,.

### XVIIesiècleet la guerre civile
Durant la guerre civile, à la Bataille d'Inverlochy (1645), le clan Cameron se battit pour les royalistes Écossais et Irlandais vainquirent les covenantaires Écossais du clan Campbell. Les Cameron continuèrent de s'opposer à Oliver Cromwell, et jouèrent un rôle majeur dans le soulèvement de Glencairn (1651-1654).
Le conflit vieux de 328 ans entre la confédération des Chattan et le clan Cameron se termina en 1665 sans effusion de sang à la réunion de Fords d'Arkaig, les débats furent menés par le clan Mackintosh.
En 1668, Sir Ewen Cameron (17e chef du clan Cameron) devint responsable de la paix entre ses hommes et ceux du clan Mackintosh. Cependant lorsqu'il partit en voyage à Londres, une querelle éclata entre le clan MacDonald et le clan Mackintosh. Comme Sir Ewen était loin il ne put retenir son clan de participer au conflit, et les Cameron apportèrent une petite contribution à la victoire des MacDonald contre les Mackintosh et les Mackenzie à la Bataille de Mulroy,.
Les membres du clan Cameron combattirent en tant que Jacobites à la Bataille de Killiecrankie en juillet 1689,, à la Bataille de Dunkeld en aout 1689, et à la Bataille de Cromdale en mai 1690.

### XVIIIesiècleet soulèvements jacobites
Durant le soulèvement Jacobite de 1715 le Clan Cameron soutint la cause Jacobite d'abord à la Bataille de Sheriffmuir puis à la Bataille de Glen Shiel en 1719, après quoi John Cameron de Lochiel (18e chef du clan Cameron) dut se cacher dans les Highlands et s'exiler en France. Quand Charles Edouard Stuart arriva en Ecosse en aout 1745 il fut accueilli par le 19e chef du clan Cameron (John MacEwen Cameron), qui lui promit le dévouement entier de son clan à la cause. Durant le soulèvement Jacobite de 1745 le clan Cameron se battit pour la cause Jacobite à la Bataille de Prestonpans, à la Bataille de Falkirk (1746), et en première ligne à la Bataille de Culloden (6 avril 1746). Après la bataille de Culloden, Donald Cameron de Lochiel, aussi connu comme Lochiel le Doux, se réfugia en France, où il mourut en octobre 1748.
Les MacMartin, un des sept du clan Cameron, était l'un des plus loyaux au clan des Cameron de Lochiel. En 1745 les MacMartin fusionnèrent leurs forces avec celles du régiment des Lochiel.
Un membre du clan Cameron, John Du Cameron connu sous le nom de Sergeant Mor, qui s'était battu en tant que Jacobite pendant le soulèvement de 1745, continua après la défaite de Culloden à voler du bétail et à menacer les gens, il fut capturé en 1753 et exécuté. Archibald Cameron de Lochiel le frère du chef de clan et un fervent Jacobite fut lui aussi capturé et exécuté en 1753.
Le 79e  Régiment à pied (The Queen's Own Cameron Highlanders) fut créé par Sir Alan Cameron d'Erracht (1753–1828) et fut composé de membres du clan en 1793.

### XIXeetXXesiècles

#### LesHighland clearances
Après Culloden les terres du clan Cameron furent confisquées et devinrent propriété du gouvernement. En 1784 elles furent redonnées à Donald Cameron (le 22e chef), qui n'avait que 15 ans à l'époque. Les terres furent administrées par une fiducie jusqu'en 1819, date à laquelle Donald Cameron put récupérer son héritage. La première expulsion (clearance en anglais) eut lieu en 1801 à Clunes. De nombreuses personnes partirent pour le Canada à partir de 1802. Les expulsions continuèrent même après que Donald Cameron eut repris ses terres.
Le musée du clan Cameron à Achnacarry présente l'histoire des Cameron incluant une présentation de leur expulsion.
Certaines des terres des Cameron, à l'est du Loch Lochy, ne furent pas rendues en 1784. En 1770 leur contrôle passa au duc Gordon qui y leva des taxes et procéda à des expulsions jusqu'en 1806.

#### Guerres napoléoniennes
Durant les guerres napoléoniennes, John Cameron de Fassiefern se distingua sur le champ de bataille en 1793, avant d'être tué en menant le 92e Regiment à la bataille des Quatre Bras, deux jours avant Waterloo. Donald Cameron (23e chef) combattit lui à Waterloo avec les Grenadier Guards. Il prit sa retraite en 1832. Plus tard dans la même année il épousa Lady Vere, fille de l'Honorable George Vere Hobart. Lady Vere Hobart était une descendante des Cameron de Glenderrary.

#### Première Guerre mondiale
Durant la Première Guerre mondiale le 25e chef du clan Cameron créa quatre bataillons additionnels aux Cameron Highlanders et en 1934 il fut nommé chevalier de l'Ordre du Chardon.

#### Seconde Guerre mondiale
On peut noter que les Cameron Highlanders furent les derniers à porter des kilts durant les batailles. Pour cela, ils héritèrent du surnom de "Dames de l'enfer" (Ladies from Hell en anglais).

## Les Cameron d'Erracht
Au XVe siècle, Ewen Cameron d'Erracht, fils d'Ewen Cameron de Lochiel (17e chef du Clan) et de sa seconde épouse Marjorie MacKintosh, devint le premier Cameron d'Erracht.
Les relations entre les Lochiel et les Erracht étaient changeantes, oscillant régulièrement entre alliances et meurtres.
En 1792 le Lord Erracht demanda au Lord Lyon de le reconnaître comme chef de clan mais la demande fut rejetée en 1795 et Lochiel resta le chef légitime.

## Chefs

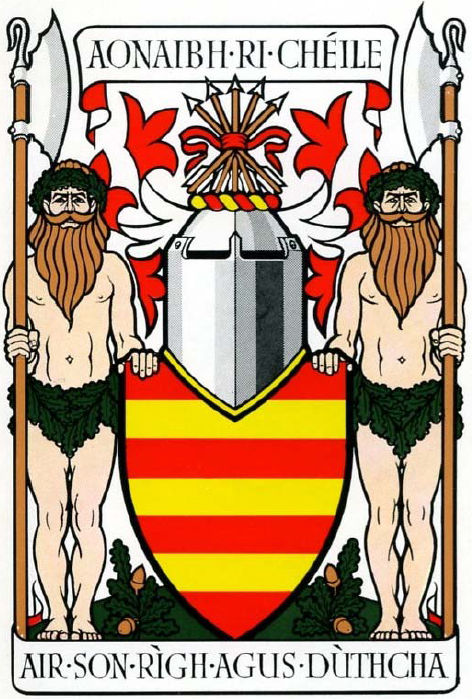
Armoiries des Cameron of Lochiel, chefs héréditaires du clan Cameron.

voir la Liste des chefs du clan Cameron.
Le chef actuel du clan est Donald Andrew Cameron of Lochiel (n. 1976), XXVIIIe chef héréditaire du clan. Depuis 2024, il est est créé Pair-à-Vie (pour l´Écosse) et est titré « Baron Cameron de Lochiel, de Achnacarry dans le Comté d´Inverness ».
David Cameron, ancien Premier ministre du Royaume-Uni (2010-2016), est par son père un descendant indirect d'un des chefs du clan.

## Châteaux
Avant de s'installer dans le château de Tor au XIVe siècle, les chefs du clan vivaient sur les rives du Loch Eil.
- Tor Castle: le chef Ewen Cameron (1480-1547) construisit Tor Castle au début du XVe siècle. le château fut abandonné (mais pas détruit) par son  arrière-arrière-arrière-petit-fils Sir Ewen Cameron de Lochiel (1629-1719). Le château fut cependant réutilisé plus tard comme refuge pour se proteger des attaques du clan Macdonald de Keppoch[32].
- Achnacarry Castle: Sir Ewen Cameron de Lochiel voulu une "maison plus pratique" et construisit ce château vers 1655, mais la demeure fut brûlée et détruite par les forces anglaises après la bataille de Culloden (1746). En 1802, Donald Cameron (1769-1832) construisit une nouvelle maison sur le site d'Achnacarry[32], après avoir payé une lourde taxe au gouvernement britannique pour récupérer les terres de ses ancêtres. Ce château devient à partir de 1942 le site d un fameux centre d'entrainement militaire où furent formés les commandos de l'armée britannique.
- Un château sur Eilean nan Craobh (l'île aux arbres) durant les XVIe et XVIIe siècles[32],[33].

## Bannière
D'azur à la croix de St André d'argent au guindant, coupé de gueules et d'or semé de feuilles de chêne de sinople, chargé de cinq flèches au naturel passées en sautoir, liées d'un ruban de gueules, et senestré du mot "Lochiel" en lettres d'azur brochant sur le tout.

## Tartan
| Branche           | Tartan |
| ----------------- | ------ |
| Clan Cameron      |        |
| Cameron d'Erracht |        |

## Sources
- DE SOUSA PINTO Jérome. Le clan Cameron. Clan Cameron France, 2017
- EWING John Thor. The Erracht Feud, Internal Divisions in Clan Cameron 1567-77. Welkin Books, 2016. 
- FRASER Charles Ian. The Clan Cameron. Johnston & Bacon, 2016
- STEWART OF ARDVORLICH John. The Camerons: a history of Clan Cameron. Clan Cameron Association, 1981
- MACLEAN Fitzroy. Highlanders, histoire des clans d’Écosse. Gallimard, 1995
- SIBBALD GIBSON John. Lochiel of the ’45, the jacobite chief and the prince. Edinburgh University Press, 1994
- WAY OF PLEAN George & SQUIRE Romilly. Scottish clan & family encyclopedia. Barnes & Noble, 1999